# Капитан на кораб
Капитан – морски термин, означаващ длъжностно лице, оглавяващо екипажа на граждански плавателен съд (кораб), който е отговорен за неговите действия, в щатни ситуации е необходимо и задължително наличието на висше морско образование и капитанско звание (щурман – представител на корабовладелеца и товаровладелците по отношение на дългове и искове, обусловени от нуждите на съда, товара и плаването, при липса на други техни представители (например, той има правото да продава част от товара или корабното имущество, за закупуване в чуждо пристанище на гориво, необходимо за завършване на рейса).
Той също така е отговорен за управлението на съда, в неговите задължения влиза осигуряването на безопасно плаване, поддържането на реда на командваната от него плаваща единица, предотвратяването на всяка вреда по съда, хората на него и товарите. Неговите разпореждания в пределите на неговите пълномощия са задължителни за всички лица, намиращи се на съда, той има право да изолира всяко лице, чиито действия застрашават безопасността на съда и хората, и да провожда дознание в случай на извършено престъпление на борда, контролира набора и уволнението на членовете на екипажа, използва мерки за поощрения и санкциониране, изпълнява нотариалните функции на кораба (при раждане, смърт, съставяне на завещания и т.н.), – организира Аварийно-спасителните и другите неотложни работи при получаване на сигнал за бедствие от друг съд, оглавява борбата за живучест на съда (своя); а при необходимост – го оставя последен, вземайки корабния, машинния и радиотелеграфните дневници, картите на курса, документи и ценности. Капитана съхранява своите права и след гибелта на съда, до завръщането на екипажа в родината. Взема всички необходими мерки за предотвратяване на пленяването на съда от врага във военно време и пирати – в мирно. Взаимодействията на капитана с лоцманите е регламентирано със специални правила. Във военноморската практика пълномощия, правата и задълженията на капитана са регламентирани с Корабния устав на Военноморския флот.
В Дъноуглубителния флот капитана на съда се нарича багермайстор.
В гражданската авиация капитан се нарича командира въздухоплавателния съд.
Закона предоставя на капитана на морския съд много големи пълномощия, дори и използването на сила, например, за потушаване на метеж или за защита от нападение на пирати. В много случаи даже лице, старши по звание или длъжност няма права да издава заповеди в обход на капитанските.
С други думи, капитана има абсолютното право във вземането на решения, свързани с безопасността на съда, товара и екипажа, които не са ограничени от никакви субординационни обстоятелства.
Държавите на флага, които не попадат под определението за удобния флаг, изискват капитана на съда да има гражданството на страната, под флага на която плава съда.